# Хех
Хех или Хух (егип. Ḥḥw) — абстрактное божество египетской мифологии, ассоциировавшееся с постоянством времени и вечностью, олицетворение бесконечности, бескрайнего пространства. Его аналог — греческий Хаос и Апейрон. Изображался в облике мужчины с головой лягушки.

## Основные сведения
Имя божества переводится как «бесконечный». Хех был андрогином, его женская форма — Хаухет. На иллюстрациях его мужская сущность представляется как лягушка или человек с головой лягушки. Женская — как змея или змееголовая женщина. Также его часто изображали с пальмовой веткой в руке или на голове, что должно было символизировать долгую жизнь египтян. Его иероглиф использовали в Древнем Египте как обозначение бесконечности.